# Надежденка
Наде́жденка (рос. Надежденка) — село у складі Сорочинського міського округу Оренбурзької області, Росія.
Стара назва — Надеждинка.

## Населення
Населення — 61 особа (2010; 95 у 2002).
Національний склад (станом на 2002 рік):
- росіяни — 95 %